# Nekrolog 1881
Nekrolog
◄◄
| ◄
| 1877
| 1878
| 1879
| 1880
| 1881 | 1882 | 1883 | 1884 | 1885 | ► | ►►
Weitere Ereignisse | Allgemeiner Nekrolog 1881
Die Beschreibung der verstorbenen Person sollte so kurz wie möglich gehalten sein und nur deren signifikante Tätigkeit(en) enthalten.
Neue Namen ggf. auch unter dem Geburts- und Sterbedatum, also etwa unter 1. Januar und im Geburts- und Sterbejahr (2024) eintragen (nur bei entsprechender großer Wichtigkeit). Für Beispiele siehe die schon vorhandenen Artikel.
Außerdem über die fünf zuletzt Verstorbenen, zu denen es einen ausreichend guten Artikel für eine Präsentation auf der Hauptseite gibt, nach der todesbedingten Überarbeitung der Artikel ggf. auch unter Wikipedia Diskussion:Hauptseite informieren und sie am besten auch in den anderen Wikipedia-Sprachversionen eintragen. Tipp: Regelmäßig bei news.google.de nach „ist tot“, „gestorben“ oder „verstorben“ suchen.
Wenn eine Person gestorben ist, gibt es viele Seiten zu dieser Person in der Wikipedia, die davon auch betroffen sind und entsprechend aktualisiert werden müssen. Beispiele: Namenübersichtsseite, Geburtsjahr, Geburtsort-Seiten und viele mehr.
Wie finde ich die betroffenen Seiten?
Im Suchfeld auf der linken Seite gibt man den Suchbegriff so ein: „Vorname Nachname“. Dann klickt man auf Volltext und alle Seiten mit entsprechendem Suchtext werden aufgerufen. Hier sieht man dann schnell, wo auch das Todesjahr Sinn macht oder sogar ein Teil des Artikels angepasst werden muss. Auch hilft das „Werkzeug“ auf der linken Seite sehr gut, um solche Seiten aufzufinden: „Links auf diese Seite“. Somit ist die Wikipedia wieder aktuell in allen Bereichen! Hinweis: bei Eintragung der Kategorie „Gestorben JAHR“ wird der Missbrauchsfilter 49 ausgelöst, was jedoch nicht schlimm ist. Siehe: Spezial:Missbrauchsfilter/49
Dies ist eine Liste von im Jahr 1881 verstorbenen bekannten Persönlichkeiten. Die Einträge erfolgen innerhalb der einzelnen Daten alphabetisch sortiert. Tiere sind im Nekrolog für Tiere zu finden.

## Januar
| Tag        | Name                                    | Beruf, bekannt als                                                          | Alter | Beleg |
| ---------- | --------------------------------------- | --------------------------------------------------------------------------- | ----- | ----- |
| 1. Januar  | Louis-Auguste Blanqui                   | französischer, revolutionärer und sozialistischer Theoretiker               | 75    |       |
| 1. Januar  | Curt von Watzdorf                       | deutscher Rittergutsbesitzer und Politiker, MdR                             | 41    |       |
| 3. Januar  | Friedrich Hektor Hundt                  | deutscher Rechtsgelehrter und Geschichtsschreiber                           | 71    |       |
| 3. Januar  | Euphemia von Kudriaffsky                | österreichische Schriftstellerin und Malerin                                | 60    |       |
| 3. Januar  | René-François Régnier                   | französischer Geistlicher, Erzbischof von Cambrai und Kardinal              | 86    |       |
| 4. Januar  | Ludwig Franz von Breitenbauch           | königlich-preußischer Landrat des Kreises Ziegenrück und Rittergutsbesitzer | 83    |       |
| 4. Januar  | Neofit Rilski                           | bulgarischer Kirchenfreiheitskämpfer und Geistlicher                        |       |       |
| 4. Januar  | Alphonso Wood                           | US-amerikanischer Pädagoge und Botaniker                                    | 70    |       |
| 5. Januar  | Hippolyte Auger                         | französischer Romanschriftsteller und Theaterdichter, Literaturhistoriker   | 83    |       |
| 5. Januar  | Otto Dresel                             | deutscher und US-amerikanischer Journalist, Parlamentarier und Jurist       | 56    |       |
| 5. Januar  | Christoph Ulrich Hahn                   | deutscher Pionier der Diakonie                                              | 75    |       |
| 6. Januar  | Wilhelm Leube                           | deutscher Psychiater                                                        | 81    |       |
| 6. Januar  | Julius von Röder                        | Oberappellationsgerichtsrat, Staatsminister in Schwarzburg-Rudolstadt       | 82    |       |
| 7. Januar  | Friedrich von der Decken                | Minister im Königreich Hannover                                             | 78    |       |
| 7. Januar  | Hermann Eduard Hartmann                 | deutschbaltischer Maler                                                     | 63    |       |
| 7. Januar  | Johann Heinrich Wilhelm Hartmann        | Bürgermeister und Abgeordneter                                              | 74    |       |
| 7. Januar  | Adolf Krätzer                           | deutscher Jurist und Politiker (Zentrum), MdR                               | 68    |       |
| 7. Januar  | Ferdinand Nesselmann                    | deutscher Mathematikhistoriker und Orientalist                              | 69    |       |
| 8. Januar  | Wilhelm Siegfried Stavenhagen           | deutsch-baltischer Bildhauer und Zeichner                                   | 66    |       |
| 9. Januar  | Joseph Pözl                             | bayerischer Landtagspräsident                                               | 66    |       |
| 10. Januar | Friedrich Wilhelm von Clausewitz        | deutscher Polizeipräsident, Ehrenbürger von Danzig                          | 71    |       |
| 10. Januar | Pius Zingerle                           | deutscher Orientalist und katholischer Theologe                             | 79    |       |
| 11. Januar | Giovanni Arrivabene                     | italienischer Nationalökonom                                                | 93    |       |
| 12. Januar | August Bromeis                          | deutscher Maler                                                             | 67    |       |
| 12. Januar | Friedrich Kellner von Köllenstein       | österreichischer Offizier und Politiker                                     | 78    |       |
| 12. Januar | Thomas Watkins Ligon                    | US-amerikanischer Politiker                                                 | 70    |       |
| 13. Januar | Gerhard Schott                          | nassauischer Abgeordneter                                                   | 79    |       |
| 14. Januar | Anna Maria Wilhelmine van Hasselt-Barth | deutsche Sängerin                                                           | 67    |       |
| 14. Januar | Waldemar Kopp                           | deutscher Gymnasiallehrer und Schriftsteller                                | 55    |       |
| 14. Januar | Max von Neumayr                         | bayerischer Politiker                                                       | 72    |       |
| 17. Januar | Humphrey Lloyd                          | britischer Physiker                                                         | 80    |       |
| 18. Januar | Auguste Mariette                        | französischer Ägyptologe                                                    | 59    |       |
| 18. Januar | Adolph Wegelin                          | deutscher Maler                                                             | 70    |       |
| 19. Januar | Ferdinand von Langenau                  | österreichischer Diplomat und Offizier                                      | 62    |       |
| 19. Januar | Eugène Verboeckhoven                    | belgischer Maler                                                            | 82    |       |
| 20. Januar | Karl August Mühlhäußer                  | deutscher Theologe, MdL (Baden)                                             | 55    |       |
| 21. Januar | Claas Epp                               | Gründer der Mennonitenansiedlungen Am Trakt und Alt-Samara                  | 78    |       |
| 21. Januar | Wilhelm Matthias Naeff                  | Schweizer Politiker                                                         | 78    |       |
| 21. Januar | Bernhard Karl Heinrich von Prittwitz    | preußischer Generalmajor der Artillerie, Kommandant der Festung Thorn       | 84    |       |
| 23. Januar | Gustav Franz Käferstein                 | sächsischer Papiermüller, Gutsbesitzer und Landtagsabgeordneter             | 83    |       |
| 24. Januar | James Collinson                         | englischer Maler                                                            | 55    |       |
| 24. Januar | Alfred Elmore                           | irisch-britischer Maler und Illustrator                                     | 65    |       |
| 25. Januar | Sophie von Hatzfeldt                    | deutsche Sozialistin                                                        | 75    |       |
| 25. Januar | William H. Ray                          | US-amerikanischer Politiker                                                 | 68    |       |
| 26. Januar | Karl Ludwig Baldinger                   | katholisch-konservativer Schweizer Politiker und Richter                    | 80    |       |
| 27. Januar | Karl Heinrich von der Goltz             | preußischer Generalleutnant                                                 | 77    |       |
| 27. Januar | Frédéric Kuhlmann                       | französischer Chemiker und Industrieller                                    | 77    |       |
| 27. Januar | Johann Rudolf Kutschker                 | österreichischer Erzbischof und Kardinal                                    | 70    |       |
| 28. Januar | August Beringer                         | deutscher Unternehmer                                                       | 62    |       |
| 28. Januar | Friedrich Boser                         | deutscher Genre- und Porträtmaler der Düsseldorfer Schule                   | 71    |       |
| 28. Januar | Luc Letellier de Saint-Just             | kanadischer Politiker, Vizegouverneur von Québec                            | 60    |       |
| 28. Januar | Edvard Scheutz                          | schwedischer Rechenmaschinenkonstrukteur                                    | 59    |       |
| 28. Januar | Roger Wilmans                           | deutscher Archivar und Historiker                                           | 68    |       |
| 29. Januar | Nikolaus München                        | Kölner Dompropst                                                            | 86    |       |
| 29. Januar | Walther van der Hoop                    | großherzoglich hessischer Forstmeister                                      | 81    |       |
| 29. Januar | Johann Peter Welter                     | deutscher Gutsbesitzer und Politiker                                        | 57    |       |
| 30. Januar | Johann Leonhard Bayrhammer              | deutscher Jurist und Politiker, MdR, Bürgermeister                          | 53    |       |
| 30. Januar | Anna Maria Hall                         | irisch-britische Schriftstellerin                                           | 81    |       |
| 30. Januar | Jacques-Nicolas Lemmens                 | belgischer Organist und Komponist                                           | 58    |       |
| 30. Januar | Arthur O’Shaughnessy                    | britischer Poet                                                             | 36    |       |
| 30. Januar | Georg Schnedermann                      | deutscher Chemiker und Professor                                            | 62    |       |
| 31. Januar | Gustave Jaccard                         | Schweizer Politiker (Liberale), Rechtsanwalt und Redakteur                  | 71    |       |

## Februar
| Tag         | Name                                            | Beruf, bekannt als                                                                                   | Alter | Beleg |
| ----------- | ----------------------------------------------- | --- | ----- | ----- |
| 1. Februar  | Daniel Grivaz                                   | Schweizer Politiker und Beamter                                                                      | 75    |       |
| 1. Februar  | Paulin Paris                                    | französischer Romanist und Mediävist                                                                 | 80    |       |
| 2. Februar  | Alexei Feofilaktowitsch Pissemski               | russischer Schriftsteller                                                                            | 59    |       |
| 3. Februar  | Johannes Gobbin                                 | deutscher Kommunalbeamter                                                                            | 47    |       |
| 3. Februar  | John Gould                                      | britischer Ornithologe                                                                               | 76    |       |
| 5. Februar  | Thomas Carlyle                                  | schottischer Essayist und Historiker                                                                 | 85    |       |
| 5. Februar  | Franziska Kinsky von Wchinitz und Tettau        | durch Heirat Fürstin von Liechtenstein                                                               | 67    |       |
| 5. Februar  | Richard Graves MacDonnell                       | britischer Gouverneur von Gambia, St. Vincent, South Australia, Nova Scotia und Hongkong             | 66    |       |
| 5. Februar  | Ludwig Storch                                   | deutscher Dichter und Schriftsteller, sowie langjähriger Freund von Ludwig Bechstein                 | 77    |       |
| 6. Februar  | Karl Ploetz                                     | deutscher Schulbuchautor                                                                             | 61    |       |
| 6. Februar  | Konstantin Andrejewitsch Thon                   | russischer Architekt deutscher Herkunft                                                              | 86    |       |
| 7. Februar  | Andrew K. Hay                                   | US-amerikanischer Politiker                                                                          | 72    |       |
| 7. Februar  | Henry B. Metcalfe                               | US-amerikanischer Jurist und Politiker                                                               | 76    |       |
| 7. Februar  | Elisabeth von Thurn und Taxis                   | Prinzessin von Thurn und Taxis                                                                       | 20    |       |
| 8. Februar  | William Trevitt                                 | US-amerikanischer Arzt, Zeitungsmann und Politiker                                                   | 72    |       |
| 8. Februar  | Wilhelm Wilde                                   | deutscher Mediziner                                                                                  | 51    |       |
| 9. Februar  | Andreas Fjodorowitsch von Budberg-Bönninghausen | russischer Diplomat deutschbaltischer Herkunft                                                       | 64    |       |
| 9. Februar  | Fjodor Michailowitsch Dostojewski               | russischer Schriftsteller                                                                            | 59    |       |
| 9. Februar  | Anton Friedrich Remmers                         | deutscher Buchbinder, Evangelist und langjähriger Vorsteher und Ältester der Baptistengemeinde Jever | 64    |       |
| 9. Februar  | John Thynne                                     | britischer Geistlicher                                                                               | 82    |       |
| 10. Februar | John Jeremiah Bigsby                            | britischer Geologe                                                                                   | 88    |       |
| 10. Februar | Julius Giesecke                                 | deutscher Landwirt                                                                                   | 47    |       |
| 10. Februar | Moritz Treuenfels                               | deutscher Genremaler                                                                                 |       |       |
| 10. Februar | Hermann Wehrenfennig                            | österreichischer Architekt                                                                           | 58    |       |
| 10. Februar | Ludwig Zimmermann                               | Landtagsabgeordneter Großherzogtum Hessen                                                            | 74    |       |
| 11. Februar | Andreas Ludwig Jacob Michelsen                  | deutscher Historiker, Jurist, Journalist, Politiker und Mitglied der Frankfurter Nationalversammlung | 79    |       |
| 11. Februar | Theodor von Pachmann                            | böhmischer Kirchenrechtler und Hochschullehrer                                                       | 79    |       |
| 12. Februar | João Ricardo Cordeiro                           | portugiesischer Theaterdichter                                                                       | 44    |       |
| 13. Februar | Friedrich Wilhelm Heithecker                    | deutscher Historien- und Porträtmaler                                                                | 76    |       |
| 13. Februar | Carl Höland                                     | deutscher Richter und Politiker                                                                      | 59    |       |
| 14. Februar | Paul Waschner                                   | österreichischer Realitätenbesitzer und Politiker                                                    | 63    |       |
| 14. Februar | Fernando Wood                                   | US-amerikanischer Politiker                                                                          | 68    |       |
| 14. Februar | Carl Ziermann                                   | deutscher Genremaler                                                                                 | 30    |       |
| 16. Februar | Paul Flatters                                   | Afrikaforscher                                                                                       | 41    |       |
| 16. Februar | Ernst August Wilhelm Himly                      | deutscher Mediziner                                                                                  | 80    |       |
| 16. Februar | Gustav Richard Neumann                          | deutscher Schachspieler                                                                              | 42    |       |
| 16. Februar | Karl Ludwig von Weitzel                         | ostpreußischer Rittergutsbesitzer und Politiker                                                      | 59    |       |
| 17. Februar | Theodor Hirsch                                  | deutscher Historiker                                                                                 | 74    |       |
| 17. Februar | August Wilhelm Kisker                           | Unternehmer der Textilindustrie                                                                      | 68    |       |
| 17. Februar | Friedrich Oetker                                | deutscher Jurist, Publizist und Politiker (NLP), MdR                                                 | 71    |       |
| 18. Februar | Amédée Armand                                   | französischer Unternehmer                                                                            | 73    |       |
| 18. Februar | Julius Schmidlin                                | württembergischer Oberamtmann                                                                        | 69    |       |
| 19. Februar | Massimiliano d’Angeli                           | italienischer Politiker der LN                                                                       | 65    |       |
| 19. Februar | Gerard Krefft                                   | deutscher Zoologe und Paläontologe in Australien                                                     | 51    |       |
| 19. Februar | Josef Rudolf Lewy                               | französisch-sächsischer Musiker (Ventilhorn, Bratsche)                                               | 78    |       |
| 20. Februar | Grantley Berkeley                               | britischer Politiker                                                                                 | 81    |       |
| 21. Februar | Friedrich Adolph Nobert                         | deutscher Mechaniker und Optiker                                                                     | 75    |       |
| 21. Februar | Thuisko von Stieglitz                           | sächsischer General                                                                                  | 72    |       |
| 22. Februar | Konrad Kuntz                                    | deutscher Verwaltungsbeamter und Parlamentarier                                                      | 76    |       |
| 22. Februar | Alexander von Salviati                          | preußischer Generalleutnant                                                                          | 54    |       |
| 24. Februar | Matthew H. Carpenter                            | US-amerikanischer Politiker                                                                          | 56    |       |
| 24. Februar | Henry D. Cooke                                  | US-amerikanischer Politiker                                                                          | 55    |       |
| 24. Februar | John Powell                                     | kanadischer Politiker, der 5                                                                         | 71    |       |
| 24. Februar | Johann Gerhardt Röben                           | deutscher Richter und Politiker (NLP), MdR                                                           | 68    |       |
| 25. Februar | Melchior Paul von Deschwanden                   | Schweizer Maler des Nazarenerstils                                                                   | 70    |       |
| 25. Februar | Wilhelm Lange                                   | böhmischer Gynäkologe und Hochschullehrer                                                            | 68    |       |
| 25. Februar | Peter W. Strader                                | US-amerikanischer Politiker (Demokratische Partei)                                                   | 62    |       |
| 27. Februar | George Pomeroy Colley                           | britischer Generalmajor und Oberbefehlshaber im Ersten Burenkrieg                                    | 45    |       |
| 27. Februar | Boleslav Jablonský                              | tschechischer Dichter                                                                                | 68    |       |
| 27. Februar | Peter Joseph Rottmann                           | Hunsrücker Mundartdichter                                                                            | 81    |       |
| 28. Februar | Magnus Böttger                                  | deutscher lutherischer Geistlicher                                                                   | 67    |       |
| 28. Februar | Jesús González Ortega                           | mexikanischer Militär, Politiker und Gouverneur                                                      | 59    |       |

## März
| Tag      | Name                                                           | Beruf, bekannt als                                                                             | Alter | Beleg |
| -------- | -------------------------------------------------------------- | ---------------------------------------------------------------------------------------------- | ----- | ----- |
| 1. März  | Augustus Bradford                                              | US-amerikanischer Politiker                                                                    | 75    |       |
| 1. März  | Édouard Drouyn de Lhuys                                        | französischer Staatsmann                                                                       | 75    |       |
| 1. März  | Adolphe Joanne                                                 | französischer Schriftsteller                                                                   | 67    |       |
| 2. März  | Adolf Haakh                                                    | deutscher Klassischer Philologe                                                                | 65    |       |
| 2. März  | William Andrews Nesfield                                       | britischer Aquarellmaler und Landschaftsarchitekt                                              | 87    |       |
| 3. März  | Rudolf Brestel                                                 | österreichischer Politiker                                                                     | 64    |       |
| 4. März  | Georg Karl von Hessen                                          | preußischer General                                                                            | 88    |       |
| 4. März  | Ludwig Strackerjan                                             | deutscher Schriftsteller, Politiker und Jurist                                                 | 55    |       |
| 4. März  | Richard Wallach                                                | US-amerikanischer Politiker                                                                    | 64    |       |
| 5. März  | Eugène Cortambert                                              | französischer Bibliothekar und Geograph                                                        | 75    |       |
| 5. März  | Karl von Krauß                                                 | österreichischer Justizminister                                                                | 91    |       |
| 5. März  | Daniel Malcomes                                                | Landtagsabgeordneter                                                                           | 71    |       |
| 5. März  | Joseph Wiel                                                    | deutscher Arzt und Dozent                                                                      | 52    |       |
| 6. März  | Hermann Paul Gerhard                                           | deutscher Jurist und Politiker (DFP), MdR                                                      | 53    |       |
| 6. März  | Friedrich von Jagwitz                                          | deutscher Rittergutsbesitzer und Verwaltungsbeamter                                            | 61    |       |
| 6. März  | George W. Kittredge                                            | US-amerikanischer Politiker                                                                    | 76    |       |
| 9. März  | Caroline Amalie von Schleswig-Holstein-Sonderburg-Augustenburg | zweite Frau des Königs Christian VIII. von Dänemark                                            | 84    |       |
| 9. März  | Joseph Aristide Landry                                         | US-amerikanischer Politiker                                                                    | 63    |       |
| 9. März  | Joseph Anton Schmid                                            | deutscher Geistlicher und Politiker (Zentrum), MdR                                             | 53    |       |
| 10. März | Heinrich Blumenthal                                            | deutsch-baltischer Mediziner und Hochschullehrer                                               | 76    |       |
| 10. März | Johannes Rauschenbach sen.                                     | Schweizer Industriepionier                                                                     | 66    |       |
| 10. März | Gustav Scharlach                                               | deutscher Verwaltungsjurist                                                                    | 70    |       |
| 12. März | Richard Bowie                                                  | US-amerikanischer Jurist und Politiker                                                         | 73    |       |
| 12. März | Karl Feederle                                                  | deutscher Maler und Lithograf                                                                  | 49    |       |
| 12. März | Anton Füster                                                   | österreichischer Politiker und Theologe                                                        | 73    |       |
| 12. März | Heinrich von Schönburg                                         | Besitzer der Herrschaften Hinterglauchau und Rochsburg, Abgeordneter im Sächsischen Landtag    | 86    |       |
| 13. März | Alexander II.                                                  | russischer Kaiser                                                                              | 62    |       |
| 13. März | Ignati Ioachimowitsch Grinewizki                               | russischer Revolutionär und Attentäter                                                         | 24    |       |
| 15. März | Karl Fjodorowitsch Kessler                                     | russischer Zoologe, Hochschullehrer und Universitätsrektor                                     | 65    |       |
| 15. März | Alfred Schmitt-Batiston                                        | französisch-deutscher Gutsbesitzer und Politiker, MdR                                          | 50    |       |
| 17. März | Philip S. Crooke                                               | US-amerikanischer Jurist und Politiker                                                         | 71    |       |
| 17. März | Johann Eggers                                                  | deutscher Kaufmann, Präsident der Bremer Handelskammer                                         | 50    |       |
| 17. März | Otto Loth                                                      | deutscher Arabist und Orientalist                                                              | 37    |       |
| 17. März | Ferdinand Spehr                                                | deutscher Historiker                                                                           | 70    |       |
| 19. März | Arnold Duckwitz                                                | deutscher Politiker, Senator und Bürgermeister in Bremen, Reichsminister für Handel und Marine | 79    |       |
| 19. März | Leopold Güterbock                                              | deutscher Genre- und Orientmaler                                                               | 63    |       |
| 20. März | Ernst von Bodelschwingh                                        | Landrat des damaligen Kreises Hamm                                                             | 50    |       |
| 20. März | Justin Clinchant                                               | französischer General                                                                          | 60    |       |
| 21. März | Robert Bunch                                                   | britischer Botschafter                                                                         | 60    |       |
| 21. März | William G. Crosby                                              | Gouverneur von Maine                                                                           | 75    |       |
| 21. März | Ira Allen Eastman                                              | US-amerikanischer Politiker                                                                    | 72    |       |
| 21. März | Anders Fryxell                                                 | schwedischer Historiker                                                                        | 86    |       |
| 21. März | John U. Pettit                                                 | US-amerikanischer Politiker                                                                    | 60    |       |
| 22. März | Carl von Prittwitz                                             | russischer General der Kavallerie                                                              | 83    |       |
| 22. März | Albrecht Tischbein                                             | deutscher Ingenieur, Maschinen- und Schiffbauer                                                | 77    |       |
| 23. März | Nikolai Grigorjewitsch Rubinstein                              | russischer Pianist, Dirigent, Musikpädagoge und Komponist                                      | 45    |       |
| 24. März | Achille Ernest Oscar Joseph Delesse                            | französischer Geologe und Mineraloge                                                           | 64    |       |
| 24. März | Johann Friedrich Frech                                         | deutscher Richter und Parlamentarier                                                           | 85    |       |
| 24. März | Friedrich Hecker                                               | deutscher Revolutionär                                                                         | 69    |       |
| 26. März | Alfred Gustaf Ahlqvist                                         | schwedischer Historiker und Schriftsteller                                                     | 42    |       |
| 26. März | Florian Ceynowa                                                | kaschubischer Schriftsteller und Bürgerrechtler                                                | 63    |       |
| 26. März | Auguste de Châtillon                                           | französischer Bildhauer, Maler und Schriftsteller                                              | 73    |       |
| 26. März | William Beach Lawrence                                         | US-amerikanischer Jurist und Politiker                                                         | 80    |       |
| 26. März | Gioacchino Pepoli                                              | italienischer Politiker und Diplomat                                                           | 55    |       |
| 26. März | Leopold Rottmann                                               | deutscher Landschaftsmaler                                                                     | 68    |       |
| 26. März | Hermann Wiebe                                                  | deutscher Maschinenbau-Ingenieur                                                               | 62    |       |
| 27. März | Franz Backofen                                                 | deutscher Hofmaler, Fotograf und Hofmusikus                                                    | 74    |       |
| 27. März | Thomas J. Barr                                                 | US-amerikanischer Politiker                                                                    |       |       |
| 27. März | Dmitri Jerofejewitsch Osten-Sacken                             | russischer General der Kavallerie                                                              |       |       |
| 28. März | Johanna Etienne                                                | Gründerin der Neusser Augustinerinnen                                                          | 75    |       |
| 28. März | Karl Grießenbeck von Grießenbach                               | bayerischer Amtsrichter und Mitglied der Abgeordnetenkammer                                    | 36    |       |
| 28. März | Georg Mergler                                                  | Landtagsabgeordneter Herzogtum Nassau                                                          | 75    |       |
| 28. März | Modest Petrowitsch Mussorgski                                  | russischer Komponist                                                                           | 42    |       |
| 28. März | Joseph Renftle                                                 | deutscher altkatholischer Geistlicher                                                          | 58    |       |
| 29. März | Christian von Frisch                                           | deutscher Pädagoge und Politiker, MdR                                                          | 73    |       |
| 29. März | Karl Stürmer                                                   | deutscher Freskenmaler                                                                         |       |       |
| 29. März | Carl Weyprecht                                                 | Marineoffizier, Arktisforscher und Geophysiker in österreichisch-ungarischen Diensten          | 42    |       |
| 30. März | Ernst Birck                                                    | preußischer Verwaltungsbeamter und Landrat                                                     | 43    |       |
| 30. März | Benjamin F. Loan                                               | US-amerikanischer Politiker                                                                    | 61    |       |
| 30. März | Paul Massot                                                    | französischer Politiker, Arzt und Malakologe                                                   | 80    |       |
| 30. März | Alfred Vonderweid                                              | Schweizer Politiker und Staatsrat des Kantons Freiburg                                         | 76    |       |
| 31. März | Caroline von Dänemark                                          | Erbprinzessin von Dänemark                                                                     | 87    |       |
| 31. März | Gaetano Gaspari                                                | italienischer Musikforscher                                                                    | 74    |       |
| 31. März | Isaac Ray                                                      | US-amerikanischer Psychiater                                                                   | 74    |       |

## April
| Tag       | Name                               | Beruf, bekannt als                                                                                     | Alter | Beleg |
| --------- | ---------------------------------- | --- | ----- | ----- |
| 6. April  | Georg Wilhelm Bode                 | deutscher Maler und Grafiker                                                                           | 79    |       |
| 6. April  | Gabriel Davioud                    | französischer Architekt                                                                                | 57    |       |
| 6. April  | Leander Heidenreich                | Landtagsabgeordneter und Bürgermeister Hessen                                                          | 66    |       |
| 6. April  | Philip de Malpas Grey Egerton      | englischer Paläontologe                                                                                | 74    |       |
| 6. April  | Anton Sauter                       | österreichischer Botaniker und Mediziner                                                               | 80    |       |
| 7. April  | Pierre Napoleon Bonaparte          | kaiserlicher Prinz                                                                                     | 65    |       |
| 7. April  | Johann Hinrich Wichern             | deutscher Theologe                                                                                     | 72    |       |
| 8. April  | Ludwig Viktor von Villers          | deutscher Politiker; Oberbürgermeister von Düsseldorf, Regierungspräsident der Hohenzollernschen Lande | 70    |       |
| 9. April  | Martin Witherspoon Gary            | US-amerikanischer Politiker und General der Konföderierten im Amerikanischen Bürgerkrieg               | 50    |       |
| 9. April  | Max Löwenstamm                     | deutscher Kantor und Komponist                                                                         | 66    |       |
| 10. April | John Chaney                        | US-amerikanischer Politiker                                                                            | 91    |       |
| 10. April | Theodor Kleinschmidt               | Kaufmann, Reisender und Naturforscher                                                                  | 47    |       |
| 11. April | Eugenio Cavallini                  | italienischer Geiger, Bratschist, Dirigent und Komponist                                               | 74    |       |
| 11. April | Nathan Fellows Dixon               | US-amerikanischer Politiker                                                                            | 68    |       |
| 11. April | Kristian Mandrup Elster            | norwegischer Schriftsteller                                                                            | 40    |       |
| 11. April | Karl Friedrich Ferdinand Lachmann  | deutscher Pädagoge                                                                                     | 64    |       |
| 11. April | Johann Claussen Schmid             | deutscher Orgelbauer                                                                                   | 70    |       |
| 12. April | Finis McLean                       | US-amerikanischer Politiker                                                                            | 75    |       |
| 12. April | Friedrich Adolf Meckelburg         | deutscher Archivar                                                                                     | 71    |       |
| 12. April | Karl Traugott Stöckel              | deutscher Orgelbauer                                                                                   | 76    |       |
| 13. April | Selucius Garfielde                 | US-amerikanischer Politiker                                                                            | 58    |       |
| 13. April | Maximilian Ruef                    | deutscher Jurist                                                                                       | 76    |       |
| 13. April | Karl Wilhelm Scheibler             | deutscher Unternehmer und Industrieller in Łódź                                                        | 60    |       |
| 14. April | Theodor Müller                     | deutscher Romanist und Anglist                                                                         | 65    |       |
| 14. April | Bernhard Schmitz                   | deutscher Romanist und Anglist                                                                         | 62    |       |
| 14. April | Louis Waldenburg                   | deutscher Internist                                                                                    | 43    |       |
| 15. April | Ludwig Bachmann                    | deutscher klassischer Philologe                                                                        | 89    |       |
| 15. April | Léon Denuelle                      | Sohn Napoleons und seiner Mätresse Eleonore Denuelle                                                   | 74    |       |
| 15. April | Milo Goodrich                      | US-amerikanischer Jurist und Politiker                                                                 | 67    |       |
| 15. April | Nikolai Iwanowitsch Kibaltschitsch | russischer Revolutionär, Terrorist (Narodnik) und Raketenpionier                                       | 27    |       |
| 15. April | Nikolai Iwanowitsch Ryssakow       | russischer Revolutionär und Attentäter                                                                 | 19    |       |
| 15. April | Sofja Lwowna Perowskaja            | russische Revolutionärin und Attentäterin                                                              | 27    |       |
| 15. April | Andrei Iwanowitsch Scheljabow      | russischer Terrorist                                                                                   | 29    |       |
| 18. April | Ludwig Rosenfelder                 | deutscher Maler                                                                                        | 67    |       |
| 18. April | Max Maria von Weber                | deutscher Eisenbahningenieur und Schriftsteller                                                        | 58    |       |
| 19. April | Benjamin Disraeli                  | britischer Premierminister und Romanschriftsteller                                                     | 76    |       |
| 19. April | Joseph Lane                        | US-amerikanischer Politiker                                                                            | 79    |       |
| 19. April | Friedrich von Schirnding           | deutscher Jurist und Genealoge                                                                         | 69    |       |
| 20. April | William Burges                     | britischer Architekt (Neugotik) und Designer                                                           | 53    |       |
| 20. April | Đorđe Smičiklas                    | Bischof von Križevci                                                                                   | 65    |       |
| 20. April | Mic Sokoli                         | albanischer Nationalist und Unabhängigkeitskämpfer                                                     | ≈42   |       |
| 20. April | Rowland E. Trowbridge              | US-amerikanischer Politiker                                                                            | 59    |       |
| 21. April | August von Steinberg               | österreichischer Richter und Politiker, Landtagsabgeordneter                                           | 60    |       |
| 22. April | Johann Robert von Capitain         | osmanischer Offizier deutscher Herkunft                                                                | 56    |       |
| 22. April | Nicolaus Heinrich Lütgens          | deutscher Kaufmann                                                                                     | 76    |       |
| 22. April | Hermann Gerhard Müller             | Kaufmann, Bürgermeister und Reichstagsabgeordneter                                                     | 78    |       |
| 22. April | Angier March Perkins               | Maschinenbauer und Erfinder                                                                            |       |       |
| 23. April | Heinrich Ancker                    | deutscher Kaufmann und preußischer Abgeordneter                                                        |       |       |
| 23. April | Thomas B. Jackson                  | US-amerikanischer Jurist und Politiker                                                                 | 84    |       |
| 24. April | Teunis G. Bergen                   | US-amerikanischer Politiker                                                                            | 74    |       |
| 24. April | Gottlob Ludwig Rabenhorst          | deutscher Botaniker                                                                                    | 75    |       |
| 24. April | Jonas von Rosen                    | deutscher Verwaltungsbeamter                                                                           | 46    |       |
| 25. April | Hermann Bleibtreu                  | deutscher Chemiker                                                                                     | 60    |       |
| 26. April | Friedrich Konrad Müller            | deutscher Dichter                                                                                      | 57    |       |
| 26. April | Michael P. O’Connor                | US-amerikanischer Politiker                                                                            | 49    |       |
| 26. April | John G. Palfrey                    | US-amerikanischer Politiker                                                                            | 84    |       |
| 26. April | Ludwig von der Tann-Rathsamhausen  | bayerischer General der Infanterie                                                                     | 65    |       |
| 27. April | Ludwig von Benedek                 | österreichischer Feldzeugmeister                                                                       | 76    |       |
| 27. April | Émile de Girardin                  | französischer Journalist                                                                               | 74    |       |
| 27. April | Karl Friedrich Johann von Müller   | deutscher Maler                                                                                        | 67    |       |
| 27. April | Georg Riedesel zu Eisenbach        | Landtagsabgeordneter Großherzogtum Hessen                                                              | 69    |       |
| 28. April | Ján Botto                          | slowakischer Schriftsteller                                                                            | 52    |       |
| 28. April | Manuel García Gil                  | spanischer Dominikaner, Erzbischof und Kardinal                                                        | 79    |       |
| 29. April | Rudolf Christian Böttger           | deutscher Chemiker und Physiker                                                                        | 75    |       |
| 29. April | Sybilla von Leonrod                | deutsche Adlige, Erzieherin von König Ludwig II. von Bayern                                            | 66    |       |
| 30. April | Adam Ferdynand Adamowicz           | polnischer Mediziner und Veterinärmediziner                                                            | 78    |       |
| 30. April | Pauline von Mallinckrodt           | deutsche Ordensgründerin                                                                               | 63    |       |
| 30. April | Rudolf Sylvius Neumann             | preußischer Offizier, zuletzt Generalleutnant                                                          | 75    |       |
| April     | Aristides Dossios                  | griechischer Wirtschaftswissenschaftler                                                                |       |       |

## Mai
| Tag     | Name                                            | Beruf, bekannt als                                                                                                  | Alter | Beleg |
| ------- | ----------------------------------------------- | --- | ----- | ----- |
| 1. Mai  | Romolo Gessi                                    | italienischer Offizier, Afrikaforscher und Gouverneur im ägyptischen Sudan                                          | 50    |       |
| 1. Mai  | Eduard Montford                                 | badischer Beamter                                                                                                   | 62    |       |
| 2. Mai  | Friedrich Meinhof                               | Pastor und Erweckungsprediger in Pommern                                                                            | 81    |       |
| 2. Mai  | Karl Heinrich von Wnuck                         | preußischer Generalleutnant                                                                                         | 77    |       |
| 3. Mai  | António José de Ávila                           | konservativer Politiker aus der Zeit der konstitutionellen Monarchie in Portugal                                    | 74    |       |
| 3. Mai  | Josip Jurčič                                    | slowenischer Schriftsteller und Journalist                                                                          | 37    |       |
| 3. Mai  | Bernhard Friedrich Gustav Ponath                | Reichsoberhandelsgerichtsrat                                                                                        | 68    |       |
| 3. Mai  | Josef Anton Strassgschwandtner                  | österreichischer Maler und Grafiker                                                                                 | 54    |       |
| 4. Mai  | Heinrich Joseph Floß                            | deutscher katholischer Theologe und Kirchenhistoriker                                                               | 61    |       |
| 4. Mai  | Charles Hudson                                  | US-amerikanischer Politiker                                                                                         | 85    |       |
| 4. Mai  | Ludwig Friedrich Carl Schenck zu Schweinsberg   | hessischer Finanzminister                                                                                           | 75    |       |
| 5. Mai  | Ansel Briggs                                    | Gouverneur von Iowa                                                                                                 | 75    |       |
| 5. Mai  | Adalbert Kuhn                                   | deutscher Indogermanist und Mythologe                                                                               | 68    |       |
| 5. Mai  | Francesc Sans i Cabot                           | katalanischer Maler                                                                                                 | 53    |       |
| 5. Mai  | Zygmunt Sidorowicz                              | österreichischer Landschafts- und Porträtmaler                                                                      | 35    |       |
| 5. Mai  | Gustav Richard Wagner                           | deutscher Jurist und Politiker (NLP), MdR                                                                           | 71    |       |
| 6. Mai  | Friedrich Schilcher                             | österreichischer Maler                                                                                              | 69    |       |
| 8. Mai  | Johann Friedrich Arndt                          | deutscher evangelischer Geistlicher                                                                                 | 78    |       |
| 8. Mai  | Jean Hippolyte Michon                           | französischer Schriftsteller und Begründer der modernen Graphologie                                                 | 74    |       |
| 8. Mai  | Franz Ludwig Philipp Schenk von Stauffenberg    | deutscher Politiker                                                                                                 | 80    |       |
| 9. Mai  | Carl Julius Gebauhr                             | deutscher Klavierbauer                                                                                              | 72    |       |
| 9. Mai  | Fredrik Wilhelm Scholander                      | schwedischer Architekt, Maler und Dichter                                                                           | 64    |       |
| 10. Mai | Francis W. Eppes                                | US-amerikanischer Pflanzer, Farmer, Laie sowie Gemeindevertreter der Episkopalkirche, Friedensrichter und Politiker | 79    |       |
| 10. Mai | Josef Flühler                                   | Schweizer Politiker                                                                                                 | 66    |       |
| 10. Mai | Ludwig Clamor Marquart                          | deutscher Apotheker und Unternehmer                                                                                 | 77    |       |
| 10. Mai | Jan Hendrik Stuffken                            | niederländischer Theologe und Philosoph                                                                             | 79    |       |
| 11. Mai | Henri-Frédéric Amiel                            | französischsprachiger Schweizer Schriftsteller und Philosoph                                                        | 59    |       |
| 11. Mai | John Blackwall                                  | britischer Naturforscher                                                                                            | 91    |       |
| 12. Mai | Carl Schnabel                                   | deutscher Pianist, Komponist und Klavierbauer                                                                       | 71    |       |
| 12. Mai | Ernst Schüler                                   | deutsch-schweizerischer Revolutionär, Lehrer, Verleger, Journalist und Politiker                                    | 73    |       |
| 13. Mai | Wilhelm Büchner                                 | deutscher Klassischer Philologe und Gymnasiallehrer                                                                 | 73    |       |
| 13. Mai | Heinrich Conrad Schleinitz                      | deutscher Jurist und Tenor                                                                                          | 78    |       |
| 14. Mai | Alexander von Arentschildt                      | hannoverscher und preußischer Generalleutnant                                                                       | 74    |       |
| 14. Mai | Paul Laspeyres                                  | deutscher Architekt und Architekturhistoriker                                                                       | 41    |       |
| 14. Mai | Maria Mazzarello                                | italienische Ordensfrau, Mitbegründerin der Don-Bosco-Schwestern                                                    | 44    |       |
| 14. Mai | Peter von Oldenburg                             | Prinz von Oldenburg                                                                                                 | 68    |       |
| 15. Mai | Friedrich Baumgärtner                           | württembergischer Landtagsabgeordneter                                                                              | 58    |       |
| 15. Mai | Franz von Dingelstedt                           | deutscher Dichter und Theaterintendant                                                                              | 66    |       |
| 15. Mai | Joseph Hoffmann                                 | deutscher Baumeister und Bauunternehmer, Bürgermeister von Ludwigshafen                                             | 70    |       |
| 16. Mai | Karl von Althann                                | preußisch-österreichischer Gutsbesitzer und Politiker                                                               | 80    |       |
| 16. Mai | Josef Peyr                                      | österreichischer Politiker                                                                                          | 46    |       |
| 16. Mai | Silas Moore Stilwell                            | US-amerikanischer Rechtsanwalt, US-Marshal, Schriftsteller und Politiker                                            | 80    |       |
| 17. Mai | Heinrich Aemilius August Danz                   | deutscher Rechtsgelehrter                                                                                           | 74    |       |
| 17. Mai | Eli Perry                                       | US-amerikanischer Politiker                                                                                         | 81    |       |
| 18. Mai | Julius Ellinger                                 | deutscher Mathematiklehrer                                                                                          | 64    |       |
| 19. Mai | Harry von Arnim                                 | preußischer Diplomat                                                                                                | 56    |       |
| 19. Mai | Gebhard Flatz                                   | österreichischer Maler der Nazarenischen Kunst                                                                      | 80    |       |
| 19. Mai | Niclas Matthias Petersen                        | deutscher Gymnasiallehrer und Schriftsteller                                                                        | 82    |       |
| 20. Mai | Prosper Duvergier de Hauranne                   | französischer Journalist und Politiker                                                                              | 82    |       |
| 20. Mai | William H. French                               | General der Nordstaaten im Amerikanischen Bürgerkrieg                                                               | 66    |       |
| 20. Mai | Hans Paulus Herwarth von Bittenfeld             | preußischer General der Infanterie                                                                                  | 81    |       |
| 20. Mai | Ferdinand Friedrich Wilhelm Werner von Podewils | königlich preußischer Generalmajor                                                                                  | 80    |       |
| 21. Mai | Oscar von Elsner                                | deutscher Politiker                                                                                                 | 58    |       |
| 21. Mai | Olof Eneroth                                    | schwedischer Pomologe, Schriftsteller und Reformpädagoge                                                            | 56    |       |
| 21. Mai | Thomas Alexander Scott                          | stellvertretender Kriegsminister im Amerikanischen Bürgerkrieg                                                      | 57    |       |
| 22. Mai | Friedrich Wilhelm Kasiski                       | preußischer Infanteriemajor und trug als Kryptograph wesentlich zur Entschlüsselung der Vigenère-Chiffre bei        | 75    |       |
| 22. Mai | Luigi Amedeo Melegari                           | italienischer Jurist, Revolutionär und Politiker                                                                    | 76    |       |
| 22. Mai | Ludwig Mooser                                   | österreichischer Orgelbauer                                                                                         | 74    |       |
| 24. Mai | Anthony L. Knapp                                | US-amerikanischer Politiker                                                                                         | 52    |       |
| 24. Mai | Samuel Palmer                                   | britischer Maler und Radierer der Romantik                                                                          | 76    |       |
| 24. Mai | Ignaz Heinrich Schürmayer                       | deutscher Arzt | 79    |       |
| 26. Mai | Jacob Bernays                                   | deutscher Philologe und philosophischer Schriftsteller                                                              | 56    |       |
| 26. Mai | Richard Heschl                                  | österreichischer Anatom                                                                                             | 56    |       |
| 28. Mai | Harald Brix                                     | dänischer Politiker                                                                                                 | 40    |       |
| 29. Mai | Philipp Herberz                                 | deutscher Verwaltungsbeamter                                                                                        |       |       |
| 29. Mai | Johann Maria Hildebrandt                        | deutscher Botaniker und Reisender                                                                                   | 34    |       |
| 29. Mai | Hermann von Massow                              | deutscher Forstmann und Politiker                                                                                   | 68    |       |
| 29. Mai | James Wilson                                    | US-amerikanischer Politiker                                                                                         | 84    |       |
| 31. Mai | Hugh J. Anderson                                | US-amerikanischer Politiker                                                                                         | 80    |       |
| 31. Mai | Bernhard Dorn                                   | deutsch-russischer Orientalist                                                                                      | 76    |       |
| 31. Mai | István Gorove                                   | ungarischer Politiker, Jurist und Minister                                                                          | 61    |       |
| 31. Mai | Christian Hornberger                            | deutscher Missionar in Westafrika                                                                                   | 49    |       |
| 31. Mai | Georg Mader                                     | österreichischer Maler                                                                                              | 56    |       |

## Juni
| Tag      | Name                                  | Beruf, bekannt als                                                     | Alter | Beleg |
| -------- | ------------------------------------- | ---------------------------------------------------------------------- | ----- | ----- |
| 2. Juni  | Friedrich zu Eulenburg                | preußischer Staatsmann                                                 | 65    |       |
| 2. Juni  | Émile Littré                          | französischer Philologe und Philosoph                                  | 80    |       |
| 2. Juni  | Pierre Louis Rouillard                | französischer Bildhauer                                                | 61    |       |
| 4. Juni  | Franz von Uchatius                    | österreichischer General der Artillerie und Waffentechniker            | 69    |       |
| 5. Juni  | Ignaz Czapka                          | österreichischer Politiker und Jurist                                  | 90    |       |
| 5. Juni  | Ernst Gustav Zaddach                  | deutscher Zoologe und Geologe                                          | 63    |       |
| 6. Juni  | Fernando Blanco y Lorenzo             | spanischer Geistlicher und Erzbischof von Valladolid                   | 69    |       |
| 6. Juni  | Marie Laveau                          | Voodoo-Queen                                                           |       |       |
| 6. Juni  | Henri Vieuxtemps                      | belgischer Violinist und Komponist der Romantik                        | 61    |       |
| 7. Juni  | Anton Bittner                         | österreichischer Schauspieler, Volksschriftsteller und Librettist      | 60    |       |
| 7. Juni  | Johann Matthias Gierse                | Jurist und Politiker                                                   | 73    |       |
| 7. Juni  | Franz Carl Hasslacher                 | preußischer Landrat und Polizeidirektor                                | 76    |       |
| 7. Juni  | Marie-Gabriel-Augustin Savard         | französischer Musikpädagoge                                            | 66    |       |
| 8. Juni  | Berend Kunst                          | niederländischer Maler                                                 | 87    |       |
| 9. Juni  | Adelheid Poninska                     | Sozialreformerin und Stadtplanerin                                     | 76    |       |
| 10. Juni | Heinrich Beck                         | deutscher Brauer und Gründer der Beck’s Brauerei                       | 48    |       |
| 10. Juni | Johann Carl von Sothen                | österreichischer Großhändler und Bankier                               | 58    |       |
| 10. Juni | Albert Gereon Stein                   | deutscher Kirchenmusiker                                               | 71    |       |
| 11. Juni | Salomon Alexander Hart                | englischer Maler                                                       | 75    |       |
| 11. Juni | Conrad von Rappard                    | Jurist und Mitglied der Frankfurter Nationalversammlung                | 75    |       |
| 12. Juni | Roderich Nesselmann                   | deutscher lutherischer Theologe                                        | 66    |       |
| 12. Juni | Konstantin von Quadt und Hüchtenbruck | preußischer Jurist und Politiker                                       | 55    |       |
| 12. Juni | Vittorio Salmini                      | italienischer Dichter                                                  | 49    |       |
| 13. Juni | Anton von Babarczy                    | Jurist und Politiker                                                   | 68    |       |
| 13. Juni | John Horrocks                         | britischer Angler und Autor und Pionier der Fliegenfischerei in Europa | 64    |       |
| 13. Juni | Édouard Imer                          | französischer Maler                                                    | 60    |       |
| 13. Juni | Wilhelm Gottlieb Rosenhauer           | deutscher Zoologe                                                      | 67    |       |
| 13. Juni | Josef von Škoda                       | böhmisch-österreichischer Mediziner                                    | 75    |       |
| 13. Juni | Ferdinand Wagner                      | deutscher Maler (Nazarener)                                            | 61    |       |
| 14. Juni | Anna Zerr                             | deutsche Sängerin                                                      | 58    |       |
| 16. Juni | John S. Abbott                        | US-amerikanischer Anwalt und Politiker                                 | 74    |       |
| 16. Juni | Albert Camesina                       | österreichischer Grafiker und Heimatforscher                           | 75    |       |
| 16. Juni | Otto Lobach                           | deutscher Politiker (NLP) und Gutsbesitzer, MdR                        | 56    |       |
| 16. Juni | Christian Müller                      | deutsch-schweizerischer Apotheker und Politiker                        | 65    |       |
| 16. Juni | George Rolleston                      | englischer Arzt und Physiologe                                         | 51    |       |
| 17. Juni | J. Allen Barber                       | US-amerikanischer Politiker                                            | 72    |       |
| 17. Juni | James Starley                         | britischer Erfinder und Fabrikant                                      | 51    |       |
| 18. Juni | Henry Smith Lane                      | US-amerikanischer Politiker                                            | 70    |       |
| 18. Juni | Viktor Valdenaire                     | deutscher Gutsbesitzer, Abgeordneter, Revolutionär                     | 69    |       |
| 19. Juni | Georg Friedrich Fritsch               | Bürgermeister von Mülheim an der Ruhr                                  | 64    |       |
| 20. Juni | Fridolin Stäuble                      | Schweizer Jurist und Politiker                                         | 64    |       |
| 21. Juni | Anton von Dannecker                   | römisch-katholischer Theologe                                          | 65    |       |
| 22. Juni | Coronado Chávez                       | Präsident von Honduras                                                 | 73    |       |
| 22. Juni | Franz Joseph Helferich                | deutscher römisch-katholischer, später evangelischer Geistlicher       | 75    |       |
| 22. Juni | Leopold von Vangerow                  | deutscher Verleger und Kommunalpolitiker                               | 50    |       |
| 23. Juni | Karl Bälz                             | württembergischer Landtagsabgeordneter                                 | 60    |       |
| 23. Juni | James H. Graham                       | US-amerikanischer Politiker                                            | 68    |       |
| 23. Juni | Matthias Jacob Schleiden              | deutscher Botaniker und Mitbegründer der Zelltheorie                   | 77    |       |
| 23. Juni | Samuel H. Woodson                     | US-amerikanischer Politiker                                            | 65    |       |
| 25. Juni | Alfons Ferdynand Kropiwnicki          | polnischer Architekt                                                   | 78    |       |
| 25. Juni | Eduard Gans zu Putlitz                | deutscher Gutsbesitzer und Politiker                                   | 91    |       |
| 26. Juni | Theodor Benfey                        | deutscher Orientalist und Sprachforscher                               | 72    |       |
| 26. Juni | Leopold Scheibler                     | deutscher Speditions- und Transportunternehmer                         | 81    |       |
| 26. Juni | Philipp Schey von Koromla             | österreichischer Großhändler und Mäzen                                 | 82    |       |
| 26. Juni | Henry Stanbery                        | US-amerikanischer Jurist und Politiker                                 | 78    |       |
| 27. Juni | Jules Dufaure                         | französischer Politiker                                                | 82    |       |
| 27. Juni | Auguste Turrettini                    | Schweizer Altphilologe und Politiker                                   | 62    |       |
| 28. Juni | Alexander von Ballestrem              | deutscher Rittergutsbesitzer und Parlamentarier                        | 74    |       |
| 28. Juni | Ernst Hassencamp                      | deutscher Apotheker, Fossiliensammler, Geologe und Paläontologe        | 56    |       |
| 28. Juni | Friedrich August Neuman               | deutscher Unternehmer                                                  | 76    |       |
| 29. Juni | Nikolaus Franz Florentini             | römisch-katholischer Bischof des Bistums Chur                          | 86    |       |
| 29. Juni | Maurice Raynaud                       | französischer Arzt                                                     | 46    |       |
| 30. Juni | Gustav von Alvensleben                | preußischer General der Infanterie                                     | 77    |       |
| 30. Juni | Sherrard Clemens                      | US-amerikanischer Politiker                                            | 61    |       |
| 30. Juni | Hiram Warner                          | amerikanischer Politiker                                               | 78    |       |

## Juli
| Tag      | Name                                  | Beruf, bekannt als                                                                           | Alter | Beleg |
| -------- | ------------------------------------- | -------------------------------------------------------------------------------------------- | ----- | ----- |
| 1. Juli  | Georg Brückner                        | deutscher Geograph und Historiker                                                            | 80    |       |
| 1. Juli  | Hermann Lotze                         | deutscher Philosoph                                                                          | 64    |       |
| 1. Juli  | Ventura Ruiz Aguilera                 | spanischer Dichter                                                                           | 60    |       |
| 1. Juli  | Henri Étienne Sainte-Claire Deville   | französischer Chemiker                                                                       | 63    |       |
| 2. Juli  | Arthur von Landesberg                 | deutscher Offizier und Politiker, MdR                                                        | 61    |       |
| 3. Juli  | Achille De Bassini                    | italienischer Sänger (Bariton)                                                               | 62    |       |
| 3. Juli  | Magnús Eiríksson                      | isländischer Theologe                                                                        | 75    |       |
| 4. Juli  | Johan Vilhelm Snellman                | finnischer Philosoph, Journalist und Staatsmann                                              | 75    |       |
| 5. Juli  | Adalbert Regli                        | Schweizer Benediktinermönch, Abt von Muri-Gries                                              | 80    |       |
| 6. Juli  | William Allen                         | US-amerikanischer Politiker                                                                  | 53    |       |
| 9. Juli  | Anna Maria Majofski                   | niederländische Schauspielerin                                                               |       |       |
| 8. Juli  | James Lisle Gillis                    | US-amerikanischer Politiker                                                                  | 88    |       |
| 8. Juli  | Ludwig Schöberlein                    | deutscher lutherischer Theologe                                                              | 67    |       |
| 9. Juli  | Wilhelm Gleim                         | deutscher Jurist und Politiker, MdR                                                          | 60    |       |
| 9. Juli  | Lucius Carl von Neergaard             | schleswig-holsteinischer Politiker                                                           | 84    |       |
| 10. Juli | Phineas Warren Hitchcock              | US-amerikanischer Politiker                                                                  | 49    |       |
| 10. Juli | Michl Huber                           | bayerischer Volkssänger                                                                      | 38    |       |
| 10. Juli | Georg Martin                          | deutscher Geometer und Politiker (DFP, NLP), MdR                                             | 65    |       |
| 10. Juli | Hermann Nicolai                       | deutscher Architekt und Hochschullehrer                                                      | 70    |       |
| 10. Juli | William Page Wood, 1. Baron Hatherley | britischer Staatsmann und Rechtsgelehrter                                                    | 79    |       |
| 11. Juli | Elisabeth Jerichau-Baumann            | dänische Malerin                                                                             | 61    |       |
| 11. Juli | Bernhard Wencke                       | deutscher Schiffbauunternehmer und Reeder                                                    | 66    |       |
| 12. Juli | Karl Rudolf Stehlin                   | Schweizer Wirtschaftsführer und Politiker                                                    | 50    |       |
| 12. Juli | Karl Lilia Ritter von Westegg         | k. k. Feldmarschallleutnant und wirklich geheimer Rat                                        |       |       |
| 13. Juli | Wilhelm Karl Baldinger                | Schweizer Politiker                                                                          | 70    |       |
| 13. Juli | John C. Pemberton                     | General der Konföderierten                                                                   | 66    |       |
| 14. Juli | Billy the Kid                         | US-amerikanischer Serienmörder und Westernheld                                               |       |       |
| 14. Juli | George Smith                          | US-amerikanischer Politiker                                                                  | 72    |       |
| 15. Juli | Carl Maria von Bocklet                | österreichischer Pianist, Geiger, Komponist und Musikpädagoge                                | 80    |       |
| 15. Juli | Ljudevit Ćurčija                      | Ordensgeistlicher und römisch-katholischer Apostolischer Vikar von Ägypten                   | 62    |       |
| 15. Juli | Friedrich Schey von Koromla           | österreichischer Bankier und Mäzen                                                           | 66    |       |
| 16. Juli | Ferdinand Laufberger                  | österreichischer Maler und Radierer                                                          | 52    |       |
| 17. Juli | Jim Bridger                           | Trapper, Kundschafter und Entdecker im Wilden Westen der heutigen USA                        | 77    |       |
| 17. Juli | Paul Cartellieri                      | österreichischer Schriftsteller, Arzt und Ehrenbürger                                        | 74    |       |
| 18. Juli | Wilhelm Theodor Seyfferth             | Unternehmer, Bankier und Eisenbahn-Pionier in Leipzig                                        | 73    |       |
| 18. Juli | Arthur Penrhyn Stanley                | britischer Kirchenhistoriker, Schriftsteller und Theologe                                    | 65    |       |
| 18. Juli | Christian Justus Friedrich Traun      | deutscher Kaufmann und Fabrikant                                                             | 77    |       |
| 19. Juli | Carl Heinrich Hertwig                 | deutscher Tierarzt und Hochschullehrer                                                       | 83    |       |
| 20. Juli | Theodor Bergk                         | deutscher Philologe                                                                          | 69    |       |
| 20. Juli | Adolf Mensching                       | deutscher Anwalt und Publizist, einer der Köpfe der Märzrevolution im Königreich Hannover    | 66    |       |
| 21. Juli | Ferdinand Keller                      | Schweizer Archäologe und Altertumsforscher                                                   | 80    |       |
| 22. Juli | Richard Greswell                      | britischer Lehrer und Wiederbegründer der National Society for Promoting Religious Education | 81    |       |
| 24. Juli | Louis Charles Kiener                  | französischer Malakologe                                                                     | 81    |       |
| 23. Juli | Friedrich Reinhold                    | österreichischer Maler                                                                       | 66    |       |
| 24. Juli | Friedrich Joseph Zell                 | deutscher Politiker                                                                          | 67    |       |
| 25. Juli | Marie Blanc                           | Generaldirektorin der Casino-Gesellschaft von Monte Carlo                                    | 47    |       |
| 25. Juli | Karl Christian Bruhns                 | deutscher Astronom                                                                           | 50    |       |
| 25. Juli | Nathan Clifford                       | US-amerikanischer Jurist und Politiker                                                       | 77    |       |
| 26. Juli | August von Sachsen-Coburg und Gotha   | königlich sächsischer Generalmajor                                                           | 63    |       |
| 26. Juli | Charles Colin                         | französischer Oboist, Organist, Musikpädagoge und Komponist                                  | 49    |       |
| 27. Juli | James G. Blunt                        | US-amerikanischer Arzt und Abolitionist                                                      | 55    |       |
| 27. Juli | Anton Philipp Ganzoni                 | Schweizer Politiker (liberal/radikal)                                                        | 80    |       |
| 27. Juli | Friedrich Horschelt                   | deutscher Porträtmaler                                                                       | 56    |       |
| 27. Juli | Johann Christian Lobe                 | deutscher Komponist und Musiktheoretiker                                                     | 84    |       |
| 27. Juli | Hewett Watson                         | englischer Botaniker und Arzt                                                                | 77    |       |
| 28. Juli | Ferdinand von Galen                   | preußischer Diplomat und Politiker                                                           | 78    |       |
| 28. Juli | Julius Knorr                          | deutscher Zeitungsverleger                                                                   | 55    |       |
| 29. Juli | James Chrisman                        | US-amerikanischer Politiker                                                                  | 62    |       |
| 29. Juli | Josef Püttner                         | österreichischer Marinemaler                                                                 | 60    |       |
| 29. Juli | Johann Zeilberger                     | österreichischer Politiker                                                                   | 50    |       |
| 31. Juli | Wilhelm von Benning                   | bayerischer Ministerialbeamter                                                               | 90    |       |
| 31. Juli | Peter Ludwig Elder                    | Stadtsyndicus und Senator von Lübeck                                                         | 82    |       |
| 31. Juli | Charles-Louis-Félix Franchot          | französischer Konstrukteur und Erfinder                                                      | 71    |       |
| 31. Juli | Friedrich August Ravenstein           | deutscher Kartograf und Verleger                                                             | 71    |       |
| 31. Juli | Gove Saulsbury                        | US-amerikanischer Politiker                                                                  | 66    |       |
| Juli     | Ilja Stepanowitsch Schumow            | russischer Schachspieler                                                                     | 62    |       |

## August
| Tag        | Name                                   | Beruf, bekannt als | Alter | Beleg |
| ---------- | -------------------------------------- | --- | ----- | ----- |
| 1. August  | William H. Randall                     | US-amerikanischer Politiker                                                                                              | 69    |       |
| 1. August  | Ernst Victor Schmorl                   | deutscher Buchhändler | 59    |       |
| 2. August  | Marcus Clarke                          | australischer Schriftsteller                                                                                             | 35    |       |
| 2. August  | Barnabas Mattes                        | deutscher Politiker | 76    |       |
| 2. August  | Bernhard Thüssing                      | Mitglied des Frankfurter Nationalparlaments                                                                              | 70    |       |
| 3. August  | Ernest Cabaner                         | französischer Komponist, Pianist und Dichter                                                                             | 47    |       |
| 3. August  | William Fargo                          | US-amerikanischer Post-, Bahn- und Transportunternehmer                                                                  | 63    |       |
| 3. August  | Charles Heaphy                         | englischgebürtiger neuseeländischer Zeichner, Maler, Soldat, Forscher, Entdecker und Staatsdiener der Kolonie Neuseeland |       |       |
| 3. August  | Lothar von Kübel                       | Diözesanadministrator des Erzbistums Freiburg                                                                            | 58    |       |
| 5. August  | Gustav Braunmüller                     | deutscher Kinderdarsteller, Theaterschauspieler, -regisseur und Komiker                                                  | 70    |       |
| 5. August  | Spotted Tail                           | Häuptling der Brulé-Lakota-Indianer                                                                                      |       |       |
| 6. August  | Johann Prechtler                       | österreichischer Dramatiker, Lyriker, Librettist und Archivar                                                            | 68    |       |
| 6. August  | James Springer White                   | Mitbegründer der Siebenten-Tags-Adventisten                                                                              | 60    |       |
| 7. August  | Adolf Dressler                         | deutscher Maler | 48    |       |
| 8. August  | Pellegrino Matteucci                   | italienischer Afrikareisender                                                                                            | 30    |       |
| 8. August  | Julius Schimmelbusch                   | deutscher Unternehmer | 55    |       |
| 9. August  | Franz Cucumus                          | deutscher Reichsgerichtsrat                                                                                              | 57    |       |
| 9. August  | Otto Spiegelberg                       | deutscher Gynäkologe und Hochschullehrer                                                                                 | 51    |       |
| 10. August | Theodor Bradsky                        | böhmischer Komponist | 48    |       |
| 10. August | Orville Hickman Browning               | US-amerikanischer Politiker                                                                                              | 75    |       |
| 10. August | John Hill Burton                       | schottischer Schriftsteller, Historiker und Jurist                                                                       | 71    |       |
| 10. August | Franz Anton Rußwurm                    | deutscher katholischer Geistlicher und Politiker (Zentrum), MdR                                                          | 49    |       |
| 11. August | Wilhelm Gottlieb Beyer                 | deutscher Jurist und Archivar                                                                                            | 79    |       |
| 11. August | Jane Digby                             | Tochter von Admiral Henry Digby und Lady Jane Elizabeth Digby, geborene Coke                                             | 74    |       |
| 11. August | Eduard Pfeifer                         | deutscher Musiklehrer, Instrumenten- und Orgelbauer                                                                      | 70    |       |
| 12. August | William Gosse                          | britisch-australischer Naturforscher und Entdecker                                                                       | 38    |       |
| 12. August | Karl August Friedrich Pertz            | deutscher Historiker | 52    |       |
| 12. August | Origen S. Seymour                      | US-amerikanischer Politiker                                                                                              | 77    |       |
| 12. August | Konrad Sickel                          | deutscher Jurist und Politiker, Abgeordneter des Sächsischen Landtags                                                    | 79    |       |
| 13. August | Karl du Jarrys Freiherr von La Roche   | badischer Generalleutnant, Historiker                                                                                    | 70    |       |
| 13. August | Jacob Wilhelm Haarhaus                 | deutscher Unternehmer, Stadtverordneter und Handelskammerpräsident                                                       | 83    |       |
| 13. August | Charles Noel, 2. Earl of Gainsborough  | britischer Adeliger, Abgeordneter des House of Commons und Mitglied des House of Lords                                   | 62    |       |
| 13. August | Francesco Selmi                        | italienischer Chemiker                                                                                                   | 64    |       |
| 15. August | Eduard Wadsack                         | deutscher Bürgermeister und Politiker (NLP), MdR                                                                         | 72    |       |
| 17. August | Gustav Behr                            | deutscher Arzt und Politiker                                                                                             | 64    |       |
| 17. August | Friedrich von Knobloch                 | preußischer Generalleutnant                                                                                              | 84    |       |
| 18. August | Joseph Labitzky                        | böhmischer Tanzkomponist                                                                                                 | 79    |       |
| 18. August | Stephen Miller                         | US-amerikanischer Politiker                                                                                              | 65    |       |
| 18. August | Max Römer                              | deutscher Jurist und Politiker (DP), MdR                                                                                 | 45    |       |
| 18. August | James Quinn                            | irisch-australischer Geistlicher und römisch-katholischer Bischof von Brisbane                                           | 62    |       |
| 19. August | Franz Ludwig Emil Roeder von Diersburg | preußischer Verwaltungsbeamter                                                                                           | 58    |       |
| 20. August | Daniel Coleman DeJarnette              | US-amerikanischer Politiker                                                                                              | 58    |       |
| 22. August | Eli von Haber                          | deutscher Arzt und Parlamentarier                                                                                        | 74    |       |
| 22. August | James Stuart-Wortley                   | britischer Politiker und Jurist                                                                                          | 76    |       |
| 23. August | Karl Herrmann                          | deutscher Maler und Radierer                                                                                             | ≈68   |       |
| 24. August | Frederik Willem Krieger                | niederländischer Mediziner                                                                                               | 75    |       |
| 24. August | Gustav Linker                          | deutscher Klassischer Philologe                                                                                          | 54    |       |
| 24. August | Lorenzo Lucena                         | spanischer Theologe | 74    |       |
| 24. August | Friedrich Reiß                         | deutscher Politiker | 78    |       |
| 24. August | John O. Whitehouse                     | US-amerikanischer Politiker                                                                                              | 64    |       |
| 25. August | Paul Heinrich Balsam                   | deutscher Gymnasiallehrer und Mathematikhistoriker                                                                       | 53    |       |
| 26. August | Friedrich Born                         | Landtagsabgeordneter Herzogtum Nassau                                                                                    | 53    |       |
| 26. August | Friedrich Goldenberg                   | deutscher Paläobotaniker und Paläo-Entomologe                                                                            | 82    |       |
| 26. August | Oskar Schüppel                         | deutscher Mediziner, Professor und Rektor an der Universität Tübingen                                                    | 44    |       |
| 26. August | Wilhelm Westmann                       | österreichischer Architekt, Lehrer und Schuldirektor                                                                     | 68    |       |
| 27. August | Hermann Grimm                          | deutscher Politiker (NLP), MdL (Königreich Sachsen)                                                                      |       |       |
| 27. August | Hans Andersen Krüger                   | dänischer Politiker und Politiker, MdR                                                                                   | 65    |       |
| 28. August | Jan van den Acker                      | belgischer Violinist, Dirigent und Komponist                                                                             | 45    |       |
| 29. August | Jean-Baptiste Auriol                   | französischer Clown und Artist                                                                                           |       |       |
| 31. August | Carl Eduard Geppert                    | deutscher Klassischer Philologe; Historiker Berlins                                                                      | 70    |       |
| 31. August | Gustav Möller                          | deutscher Architekt, preußischer Baubeamter und Direktor der KPM                                                         | 55    |       |

## September
| Tag           | Name                              | Beruf, bekannt als                                                                              | Alter | Beleg |
| ------------- | --------------------------------- | ----------------------------------------------------------------------------------------------- | ----- | ----- |
| 1. September  | Moritz Kloss                      | deutscher Pädagoge und Turnlehrer                                                               | 63    |       |
| 1. September  | Ludwig von Pulz                   | österreichisch-ungarischer Offizier, zuletzt Feldmarschallleutnant                              | 59    |       |
| 2. September  | Émile Fourcand                    | französischer Politiker und Bürgermeister sowie Senator auf Lebenszeit                          | 61    |       |
| 2. September  | Hendrick Bradley Wright           | US-amerikanischer Politiker                                                                     | 73    |       |
| 3. September  | Maria Klementine von Österreich   | Mitglied aus dem Hause Habsburg und durch Heirat Prinzessin von Salerno                         | 83    |       |
| 3. September  | Andreas Kornerup                  | dänischer Geologe und Polarforscher                                                             | 24    |       |
| 3. September  | Kaspar Rehrl                      | österreichischer Geistlicher und Missionar                                                      | 71    |       |
| 6. September  | Ferdinand Müller                  | deutscher Bildhauer                                                                             | 71    |       |
| 7. September  | William W. Campbell               | US-amerikanischer Jurist und Politiker                                                          | 75    |       |
| 7. September  | John Henni                        | römisch-katholischer Erzbischof von Milwaukee                                                   | 76    |       |
| 7. September  | Sidney Lanier                     | US-amerikanischer Dichter und Musiker                                                           | 39    |       |
| 7. September  | Walter Steins Bisschop            | holländischer Jesuit, Indienmissionar und Erzbischof                                            | 71    |       |
| 8. September  | Friedrich von Oranien-Nassau      | zweiter Sohn des Königs Wilhelm I. und der Prinzessin Wilhelmine von Preußen                    | 84    |       |
| 8. September  | Loren P. Waldo                    | US-amerikanischer Politiker                                                                     | 79    |       |
| 9. September  | Christian Friedrich Scherenberg   | deutscher Dichter                                                                               | 83    |       |
| 10. September | Isaac W. Scudder                  | US-amerikanischer Politiker                                                                     |       |       |
| 11. September | Edward Crossland                  | US-amerikanischer Politiker                                                                     | 54    |       |
| 11. September | Albert Schmidt                    | deutscher Unternehmer                                                                           | 79    |       |
| 12. September | Franz von Werner                  | österreichischer Schriftsteller, Diplomat des Osmanischen Reiches                               | 45    |       |
| 13. September | Richard Airey, 1. Baron Airey     | britischer General                                                                              | 78    |       |
| 13. September | Ambrose Burnside                  | General der Nordstaaten im Sezessionskrieg und Politiker                                        | 57    |       |
| 14. September | August Giacomo Jochmus            | österreichischer Feldmarschallleutnant und deutscher Reichsminister                             | 73    |       |
| 14. September | Adolf Laun                        | deutscher Romanist und Literaturhistoriker                                                      | 73    |       |
| 16. September | Karl August Maximilian von Engel  | sächsischer General der Kavallerie und Oberstallmeister                                         | 86    |       |
| 16. September | Bernhard von Jacobi               | Generalstabsoffizier der Hannoverschen Armee                                                    | 57    |       |
| 16. September | Jean-Baptiste Nothomb             | belgischer Staatsmann                                                                           | 76    |       |
| 16. September | Ivan Zaffron                      | kroatischer Priester, Bischof von Šibenik und von Dubrovnik                                     | 74    |       |
| 17. September | Pietro de Villanova Castellacci   | italienischer Kurienbischof                                                                     | 66    |       |
| 17. September | Joseph Werren                     | nassauischer Beamter                                                                            | 71    |       |
| 18. September | William F. M. Arny                | US-amerikanischer Politiker                                                                     | 68    |       |
| 18. September | Julius von Groß                   | preußischer General der Infanterie                                                              | 68    |       |
| 19. September | Harry Bock von Wülfingen          | deutscher Maschinenbauingenieur                                                                 | 52    |       |
| 19. September | James A. Garfield                 | US-amerikanischer Politiker und 20. Präsident der Vereinigten Staaten                           | 49    |       |
| 19. September | Carl Hardtmuth                    | österreichischer Bleistift, Porzellan- und Tonofenfabrikant                                     | 77    |       |
| 19. September | Ernst von Roehl                   | preußischer Major sowie Forscher auf dem Gebiet der Paläobotanik                                | 56    |       |
| 20. September | Martin Hammerich                  | dänischer Lehrer und Verfasser                                                                  | 69    |       |
| 21. September | August Becker                     | deutscher Politiker (Deutsche Fortschrittspartei), Landtagsabgeordneter im Großherzogtum Hessen | 78    |       |
| 22. September | Ludwig Bowitsch                   | österreichischer Dichter und Schriftsteller                                                     | 63    |       |
| 22. September | John Alfred Cuthbert              | US-amerikanischer Politiker                                                                     | 93    |       |
| 22. September | Vinzenz Koch                      | deutscher katholischer Geistlicher und Abgeordneter                                             | 46    |       |
| 22. September | Solomon L. Spink                  | US-amerikanischer Politiker                                                                     | 50    |       |
| 23. September | Wilhelm Christian Hochstetter     | deutscher Botaniker                                                                             | 56    |       |
| 23. September | Carl Friedrich Parcus             | Landrat Großherzogtum Hessen                                                                    | 66    |       |
| 24. September | Heinrich Ludolf Ahrens            | deutscher Philologe                                                                             | 72    |       |
| 24. September | Camille Durutte                   | französischer Musiktheoretiker und Komponist                                                    | 77    |       |
| 24. September | Heinrich Julius Kaemmel           | deutscher Gymnasiallehrer                                                                       | 68    |       |
| 24. September | Luigi Ferdinando Casamorata       | italienischer Komponist, Musikwissenschaftler und Musikkritiker                                 | 74    |       |
| 24. September | Friedrich von Thun und Hohenstein | österreichischer Diplomat                                                                       | 71    |       |
| 25. September | Karl Aulenbach                    | deutscher Autor und Dichter                                                                     | 68    |       |
| 25. September | Joseph Clément Garnier            | französischer Nationalökonom                                                                    | 67    |       |
| 26. September | Johann Baptist Scholl             | deutscher Bildhauer, Zeichner und Maler                                                         | 63    |       |
| 26. September | Emil Schüler                      | deutscher Reichsgerichtsrat                                                                     | 69    |       |
| 27. September | Carl David Bouché                 | deutscher Botaniker, Gartenbaulehrer, Gewächshauskonstrukteur, Maler                            | 72    |       |
| 27. September | Friedrich Eickenrodt              | deutscher lutherischer Theologe                                                                 | 73    |       |
| 28. September | John Milton Bernhisel             | US-amerikanischer Politiker                                                                     | 82    |       |
| 28. September | Josef Lauer                       | österreichischer Stilllebenmaler                                                                |       |       |
| 29. September | Eduard Cauer                      | deutscher Historiker und Gymnasialdirektor                                                      | 58    |       |
| 29. September | Wilhelm August Kobbé              | deutscher Diplomat                                                                              | 79    |       |
| 29. September | Jakob Løkke                       | norwegischer Philologe und Lehrbuchautor                                                        | 52    |       |
| 30. September | Georg Bracht                      | deutscher Richter und Parlamentarier                                                            | 49    |       |
| 30. September | Urban Loritz                      | österreichischer Benediktiner und Seelsorger                                                    | 74    |       |
| 30. September | Hermann Obkircher                 | badischer Jurist und Politiker                                                                  | 62    |       |

## Oktober
| Tag         | Name                                        | Beruf, bekannt als                                                                                             | Alter | Beleg |
| ----------- | ------------------------------------------- | --- | ----- | ----- |
| 3. Oktober  | Johann Adam Groh                            | deutscher Pfarrer und Mitbegründer der landwirtschaftlichen Genossenschaftsvereine in Hessen                   | 57    |       |
| 3. Oktober  | Georg Christian Philipp Friedrich Seefried  | deutscher Jurist und Politiker                                                                                 | 67    |       |
| 4. Oktober  | Carl Gustav Schwetschke                     | deutscher Verleger                                                                                             | 77    |       |
| 4. Oktober  | Eduard Ulrich                               | deutscher Jurist und Politiker                                                                                 | 68    |       |
| 5. Oktober  | John G. Floyd                               | US-amerikanischer Jurist und Politiker                                                                         | 75    |       |
| 5. Oktober  | George G. Fogg                              | US-amerikanischer Politiker                                                                                    | 68    |       |
| 5. Oktober  | Karl Wedekind                               | deutsch-italienischer Kaufmann und hannoverscher Konsul                                                        | 72    |       |
| 6. Oktober  | Paul Günther Lorentz                        | deutscher Botaniker                                                                                            | 46    |       |
| 6. Oktober  | Vincenzo Moretti                            | italienischer Kardinal                                                                                         | 65    |       |
| 7. Oktober  | Lewis Jacob Marcus                          | deutscher Rechtsanwalt und Parlamentsabgeordneter                                                              | 71    |       |
| 8. Oktober  | Joseph Carter Abbott                        | US-amerikanischer Jurist, Journalist, Geschäftsmann und Politiker                                              | 56    |       |
| 8. Oktober  | Franz Xaver Reich                           | deutscher Bildhauer in Baden                                                                                   | 66    |       |
| 9. Oktober  | Ehregott Grünler                            | deutscher Maler                                                                                                | 84    |       |
| 9. Oktober  | Richard Wüerst                              | deutscher Musikpädagoge und Komponist                                                                          | 57    |       |
| 10. Oktober | Daniele Comboni                             | katholischer Priester und Ordensgründer                                                                        | 50    |       |
| 10. Oktober | Marcus Henderson Cruikshank                 | US-amerikanischer Jurist und Politiker                                                                         | 54    |       |
| 10. Oktober | Heinrich Karl von Haymerle                  | österreichischer Diplomat und Politiker                                                                        | 52    |       |
| 11. Oktober | Friedrich Hitzig                            | deutscher Architekt                                                                                            | 70    |       |
| 11. Oktober | Ludwig von Rittberg                         | deutscher Jurist und Politiker, MdR                                                                            | 83    |       |
| 12. Oktober | Tommaso Gherardi del Testa                  | italienischer Lustspieldichter                                                                                 |       |       |
| 12. Oktober | Josiah Gilbert Holland                      | amerikanischer Schriftsteller                                                                                  | 62    |       |
| 12. Oktober | Eduard Mayer                                | deutscher Bildhauer                                                                                            | 69    |       |
| 13. Oktober | Emil von Heimburg                           | deutscher Verwaltungsbeamter und Parlamentarier                                                                | 75    |       |
| 13. Oktober | Edwin B. Morgan                             | US-amerikanischer Politiker                                                                                    | 75    |       |
| 13. Oktober | Heinrich von Sick                           | Stadtschultheiß von Stuttgart                                                                                  | 59    |       |
| 13. Oktober | Ernst Viebig                                | preußischer Verwaltungsjurist, Mitglied der Frankfurter Nationalversammlung, Regierungspräsident in Düsseldorf | 71    |       |
| 15. Oktober | Bernard Jullien                             | französischer Didaktiker, Romanist und Grammatiker                                                             | 83    |       |
| 15. Oktober | Georg von Waldstätten                       | österreichischer Offizier                                                                                      | 66    |       |
| 16. Oktober | Marcial del Adalid y Gurréa                 | spanisch-galicischer Pianist und Komponist der Romantik                                                        | 55    |       |
| 16. Oktober | Ludwig Küntzelmann                          | deutscher Industrieller                                                                                        | 54    |       |
| 16. Oktober | John McCrady                                | US-amerikanischer Zoologe                                                                                      | 50    |       |
| 16. Oktober | Louis A. Wiltz                              | US-amerikanischer Politiker                                                                                    | 38    |       |
| 18. Oktober | Anton Frind                                 | Bischof von Leitmeritz                                                                                         | 58    |       |
| 19. Oktober | Josef Krejčí                                | böhmischer Komponist                                                                                           | 59    |       |
| 20. Oktober | Heinrich Förster                            | deutscher Geistlicher, Bischof von Breslau (1853–1881)                                                         | 81    |       |
| 21. Oktober | Johann Caspar Bluntschli                    | Schweizer Rechtswissenschaftler und Politiker                                                                  | 73    |       |
| 21. Oktober | Eduard Heine                                | deutscher Mathematiker                                                                                         | 60    |       |
| 22. Oktober | Jānis Cimze                                 | livländischer Pädagoge und Musiker                                                                             | 67    |       |
| 22. Oktober | Franz Hoffmann                              | deutscher philosophischer Schriftsteller                                                                       | 77    |       |
| 23. Oktober | Joseph Barclay                              | (dritter) protestantischer (anglikanischer) Bischof von Jerusalem                                              |       |       |
| 23. Oktober | Andreas Prell                               | deutscher Kaufmann und Politiker (NLP), MdR                                                                    | 61    |       |
| 26. Oktober | Emil Herzberg                               | deutscher Richter und Parlamentarier                                                                           | 61    |       |
| 26. Oktober | Frank McLaury                               | US-amerikanischer Cowboy und Revolvermann                                                                      | 33    |       |
| 28. Oktober | Prospero Caterini                           | italienischer Kurienkardinal                                                                                   | 86    |       |
| 28. Oktober | Ulrike Laar                                 | deutsche Porträt- und Genremalerin                                                                             | 57    |       |
| 28. Oktober | Alexander Friedrich Wilhelm von Württemberg | Herzog von Württemberg                                                                                         | 76    |       |
| 30. Oktober | Louis Blanchenay                            | Schweizer Politiker                                                                                            | 80    |       |
| 30. Oktober | George W. DeLong                            | US-amerikanischer Seefahrer und Polarforscher                                                                  | 37    |       |
| 30. Oktober | Konstantin von Griesheim                    | preußischer Generalmajor                                                                                       | 84    |       |
| 30. Oktober | Mathias von Schönerer                       | österreichischer Eisenbahntechniker                                                                            | 74    |       |
| 31. Oktober | Rocco Bonzanigo                             | Schweizer Politiker                                                                                            | 72    |       |

## November
| Tag          | Name                                    | Beruf, bekannt als                                                                     | Alter | Beleg |
| ------------ | --------------------------------------- | -------------------------------------------------------------------------------------- | ----- | ----- |
| 1. November  | John Bost                               | Schweizer Pfarrer und Sozialpionier                                                    | 64    |       |
| 1. November  | Nehemiah Perry                          | US-amerikanischer Politiker                                                            | 65    |       |
| 2. November  | Jan Nepomucen Bobrowicz                 | polnischer Komponist und Gitarrenvirtuose                                              | 76    |       |
| 2. November  | Caroline Edgcumbe                       | britische Adlige                                                                       |       |       |
| 2. November  | Ludwig Höchsmann                        | österreichischer Jurist, Hochschullehrer und Politiker                                 | 79    |       |
| 2. November  | Carl Heinrich Ludwig Hoffmann           | deutscher Hochschullehrer für Finanz-, Polizei- und württembergisches Verwaltungsrecht | 74    |       |
| 2. November  | Jack Hunter                             | schottischer Fußballspieler                                                            | 26    |       |
| 2. November  | William Kennon                          | US-amerikanischer Jurist und Politiker                                                 | 88    |       |
| 3. November  | Joseph Knabl                            | österreichischer Bildhauer                                                             | 62    |       |
| 3. November  | Leopold Rieder                          | deutscher Verwaltungsbeamter                                                           | 73    |       |
| 3. November  | Giovanni Domenico Ruffini               | englisch-italienischer Schriftsteller                                                  |       |       |
| 5. November  | Pietro Gianelli                         | italienischer Geistlicher, Kurienkardinal                                              | 74    |       |
| 5. November  | Robert Mallet                           | irischer Geophysiker, Bauingenieur und Erfinder                                        | 71    |       |
| 6. November  | Reinhold Hensel                         | deutscher Zoologe und Paläontologe                                                     | 55    |       |
| 6. November  | Christina da Silva                      | niederländische Schauspielerin und Sängerin                                            | 72    |       |
| 6. November  | Ottokar von Tilly                       | preußischer Generalleutnant                                                            | 58    |       |
| 7. November  | Heinrich Franssen                       | deutscher Weinbergsbesitzer, Kaufmann und Politiker (Zentrum), MdR                     | 51    |       |
| 7. November  | Carl Ferdinand Peters                   | Arzt, Geologe, Mineraloge und Paläontologe                                             | 56    |       |
| 8. November  | Karl Fortlage                           | deutscher Philosoph                                                                    | 75    |       |
| 10. November | Joseph von Choslowsky                   | polnischer Rittergutsbesitzer und Politiker, MdR                                       | 59    |       |
| 10. November | Samuel Ingham                           | US-amerikanischer Politiker                                                            | 88    |       |
| 10. November | Matthias Merkle                         | deutscher katholischer Geistlicher und Politiker (Zentrum), MdR                        | 65    |       |
| 10. November | Friedrich Hermann Sonnenschmidt         | deutscher Jurist, Schriftsteller                                                       | 79    |       |
| 11. November | Marcus Mester                           | deutscher Lehrer und Politiker                                                         |       |       |
| 11. November | Albert Richard                          | Schweizer Schriftsteller und Romanist                                                  | 79    |       |
| 12. November | Judson W. Sherman                       | US-amerikanischer Politiker                                                            |       |       |
| 13. November | Karl Friedrich von Wickede              | deutscher Schriftsteller und Pädagoge                                                  | 54    |       |
| 14. November | Christian Gottfried Giebel              | deutscher Zoologe und Paläontologe                                                     | 61    |       |
| 14. November | Jodocus Temme                           | deutscher Politiker, Jurist und Schriftsteller                                         | 83    |       |
| 15. November | Kolju Fitscheto                         | bulgarisch Architekt                                                                   |       |       |
| 15. November | William Rathbone Greg                   | englischer Schriftsteller                                                              |       |       |
| 15. November | Gustav Ernst Leube                      | deutscher Apotheker, Chemiker und Geologe                                              | 73    |       |
| 17. November | Joseph Eschborn                         | deutscher Komponist und Kapellmeister                                                  | 81    |       |
| 17. November | Karoline Lombard                        | deutsche Schriftstellerin sowie Übersetzerin                                           | 78    |       |
| 17. November | Gustav Wilhelm Sandberger               | württembergischer Oberamtmann                                                          | 56    |       |
| 18. November | Goswin Krackrügge                       | deutscher Kaufmann und Teilnehmer der Revolution 1848/49                               | 78    |       |
| 18. November | Rudolf von Schaesberg                   | deutscher Rittergutsbesitzer und Verwaltungsbeamter                                    | 65    |       |
| 20. November | Adolf Dux                               | Dichter                                                                                | 59    |       |
| 20. November | August Hermann Francke                  | deutscher Klavierbauer und Unternehmer                                                 | 39    |       |
| 21. November | Ami Boué                                | deutsch-österreichischer Geologe und Mediziner                                         | 87    |       |
| 21. November | Georg Friedrich Marienburg              | Sprachforscher und Heimatkundler der Siebenbürger Sachsen                              | 61    |       |
| 21. November | Alexander Randall                       | US-amerikanischer Politiker                                                            | 78    |       |
| 21. November | Otto Wilhelm Sonder                     | deutscher Botaniker und Apotheker                                                      | 69    |       |
| 22. November | Karl Anton Broicher                     | deutscher Jurist und Politiker                                                         | 76    |       |
| 22. November | John William Reid                       | US-amerikanischer Politiker                                                            | 60    |       |
| 23. November | Rudolf Bial                             | deutscher Komponist und Theaterdirektor                                                | 47    |       |
| 23. November | Peter Diederich Conze                   | deutscher Fabrikant und Politiker                                                      | 98    |       |
| 23. November | Abijah Gilbert                          | US-amerikanischer Politiker                                                            | 75    |       |
| 23. November | Gustaw Zieliński                        | polnischer Schriftsteller                                                              | 72    |       |
| 24. November | Wilhelm Busch                           | deutscher Chirurg und Hochschullehrer                                                  | 55    |       |
| 25. November | Theobald Böhm                           | deutscher Flötist und Flötenbaumeister                                                 | 87    |       |
| 26. November | August Götze                            | deutscher Unternehmer und Politiker                                                    | 67    |       |
| 26. November | Johann Ludwig Krapf                     | deutscher Missionar                                                                    | 71    |       |
| 28. November | Abraham B. Gardner                      | US-amerikanischer Politiker, Anwalt und Vizegouverneur                                 | 62    |       |
| 28. November | Franz Künzer                            | deutscher Theologe, Jurist und Politiker (DRP), MdR                                    | 62    |       |
| 29. November | Ferdinand von Heinemann                 | deutscher Pädagoge, Dichter und Politiker                                              | 63    |       |
| 29. November | Ludwig August Schlüter                  | deutscher Verwaltungsjurist                                                            | 84    |       |
| 29. November | Wilhelm Weith                           | deutscher Chemiker                                                                     | 35    |       |
| 30. November | Edoardo Borromeo                        | italienischer Kardinal                                                                 | 59    |       |
| 30. November | Jean Alfred Gautier                     | Schweizer Astronom                                                                     | 88    |       |
| 30. November | Nikolai Nikolajewitsch Murawjow-Amurski | russischer Staatsmann und Diplomat                                                     | 72    |       |

## Dezember
| Tag          | Name                               | Beruf, bekannt als                                                                          | Alter | Beleg |
| ------------ | ---------------------------------- | ------------------------------------------------------------------------------------------- | ----- | ----- |
| 1. Dezember  | Charles-Frédéric Rousselet         | französischer Bischof                                                                       | 86    |       |
| 2. Dezember  | Clemens von Ketteler               | deutscher Rittergutsbesitzer und Politiker                                                  | 75    |       |
| 2. Dezember  | Jenny Marx                         | deutsche Sozialistin und Ehefrau von Karl Marx                                              | 67    |       |
| 4. Dezember  | Wilhelm Daniel                     | deutscher Buchdrucker und Zeitungsverleger                                                  | 56    |       |
| 4. Dezember  | Hugh Judson Kilpatrick             | US-amerikanischer Militär, General der Nordstaaten im Sezessionskrieg und Diplomat          | 45    |       |
| 5. Dezember  | Gustav Adolf Niemann               | deutscher Violinist                                                                         | 39    |       |
| 5. Dezember  | Nikolai Iwanowitsch Pirogow        | russischer Arzt und Begründer der Feldchirurgie                                             | 71    |       |
| 7. Dezember  | Julius Bahnsen                     | deutscher Philosoph                                                                         | 51    |       |
| 7. Dezember  | August Ferdinand Crüger            | deutscher Pastor und Pädagoge                                                               |       |       |
| 7. Dezember  | Carlo Pepoli                       | italienischer Dichter, Politiker und Librettist                                             | 85    |       |
| 8. Dezember  | Paul Theodor von Krusenstern       | russischer Polarforscher                                                                    | 72    |       |
| 9. Dezember  | Thomas François Burgers            | südafrikanischer Politiker                                                                  | 47    |       |
| 9. Dezember  | Karl Culmann                       | Bauingenieur und Professor in Zürich; Fachwerktheorie und zeichnerische Methoden der Statik | 60    |       |
| 9. Dezember  | Georg May                          | deutscher Amtstierarzt, Tierzuchtinspektor und Tierzuchtlehrer                              | 61    |       |
| 9. Dezember  | Henry G. Stebbins                  | US-amerikanischer Politiker                                                                 | 70    |       |
| 10. Dezember | Henry B. Banning                   | US-amerikanischer Politiker (Demokratische Partei)                                          | 45    |       |
| 11. Dezember | Emil Hahn                          | deutscher Dekorationsmaler                                                                  | 44    |       |
| 12. Dezember | Florêncio de Abreu                 | brasilianischer Rechtsanwalt, Journalist, Autor und Politiker                               | 42    |       |
| 12. Dezember | Christian Wilhelm Bronisch         | sorbischer Pfarrer und Sprachwissenschaftler in der Niederlausitz                           | 93    |       |
| 13. Dezember | John Martindale                    | US-amerikanischer Rechtsanwalt, Armeeoffizier und Politiker                                 | 66    |       |
| 13. Dezember | August Šenoa                       | kroatischer Novellist, Kritiker, Herausgeber, Dichter und Dramaturgist                      | 43    |       |
| 14. Dezember | William Radcliffe Birt             | englischer Amateur-Astronom                                                                 | 77    |       |
| 14. Dezember | Decimus Burton                     | englischer Architekt                                                                        | 81    |       |
| 14. Dezember | Robert S. Hale                     | US-amerikanischer Jurist und Politiker                                                      | 59    |       |
| 14. Dezember | Friedrich Münch                    | deutsch-amerikanischer Pastor, Winzer, Politiker und Schriftsteller                         | 82    |       |
| 15. Dezember | Martin Gensler                     | deutscher Maler                                                                             | 70    |       |
| 16. Dezember | Marie Rouault                      | französischer Geologe und Paläontologe                                                      | 68    |       |
| 17. Dezember | Giulio Briccialdi                  | italienischer Flötist, Komponist und Flötenbauer                                            | 63    |       |
| 17. Dezember | Isaac Israel Hayes                 | US-amerikanischer Arzt und Polarforscher                                                    | 49    |       |
| 17. Dezember | Anton Hungari                      | deutscher Geistlicher, Schriftsteller und Publizist                                         | 72    |       |
| 17. Dezember | Lewis Henry Morgan                 | US-amerikanischer Anthropologe und Mitbegründer der Ethnologie                              | 63    |       |
| 17. Dezember | Qudsia                             | Regentin des Fürstenstaates Bhopal                                                          |       |       |
| 17. Dezember | Anthony Salvin                     | englischer Architekt                                                                        | 82    |       |
| 18. Dezember | Alexander von Rohrscheidt          | preußischer Generalmajor                                                                    | 73    |       |
| 19. Dezember | Edward William Binney              | britischer Geologe und Paläobotaniker                                                       |       |       |
| 19. Dezember | Friedrich Heinrich Hager           | württembergischer Kommunalpolitiker, MdL (Württemberg)                                      | 66    |       |
| 20. Dezember | August Perl                        | deutscher Sozialdemokrat, Präsident des ADAV                                                | 44    |       |
| 22. Dezember | Johann Jakob Mendel                | Schweizer Organist und Gesangslehrer deutscher Herkunft                                     | 72    |       |
| 23. Dezember | Anton von Brudermann               | österreichischer Hauptmann                                                                  | 34    |       |
| 23. Dezember | Gustav Süs                         | deutscher Maler und Illustrator                                                             | 58    |       |
| 24. Dezember | Emmerich von Babarczy              | österreichischer Feldmarschallleutnant und Schriftsteller                                   |       |       |
| 25. Dezember | Alexandre Brière de Boismont       | französischer Arzt und Psychiater                                                           | 84    |       |
| 26. Dezember | August Heinrici                    | deutscher Pfarrer und Abgeordneter in Ostpreußen                                            | 69    |       |
| 26. Dezember | Michael Wagmüller                  | deutscher Bildhauer                                                                         | 42    |       |
| 27. Dezember | John J. Bagley                     | US-amerikanischer Politiker, Gouverneur von Michigan                                        | 49    |       |
| 27. Dezember | Charles G. Myers                   | US-amerikanischer Jurist und Politiker                                                      | 71    |       |
| 28. Dezember | Johann Gottfried Flegel            | deutscher Holzschneider                                                                     | 66    |       |
| 28. Dezember | Eugène Giraud                      | französischer Maler und Kupferstecher                                                       | 75    |       |
| 28. Dezember | Alexander von Roenne               | kurländischer Gutsbesitzer und Politiker                                                    | 70    |       |
| 29. Dezember | Carl Friedrich Christoph Heinrichs | deutscher evangelischer Pfarrer                                                             | 83    |       |
| 29. Dezember | Carl Wintzer                       | deutscher Ingenieur und VDI-Vorsitzender                                                    | 53    |       |
| 30. Dezember | Carl Domschke                      | deutscher Maler, Zeichenlehrer und Professor                                                | 70    |       |
| 30. Dezember | Eduard von Rabenau                 | sächsischer Richter und Politiker; Dompropst in Naumburg                                    | 85    |       |
| 30. Dezember | Ottomar Rohde                      | deutscher Agrarwissenschaftler und Sachbauchautor                                           | 66    |       |
| 31. Dezember | August Martin Canthal              | deutscher Flötist, Dirigent und Komponist                                                   | ≈77   |       |
| 31. Dezember | Carl von der Heydt                 | deutscher Bankier und Bibelübersetzer                                                       | 75    |       |
| 31. Dezember | Robert Kohl                        | deutscher Theologe                                                                          | 68    |       |
| 31. Dezember | Edward Joy Morris                  | US-amerikanischer Politiker und Diplomat                                                    | 66    |       |

## Datum unbekannt
| Tag | Name                        | Beruf, bekannt als                                                          | Alter | Beleg |
| --- | --------------------------- | --------------------------------------------------------------------------- | ----- | ----- |
|     | Gabriel Abreu y Castaño     | spanischer Gitarrist, Pianist, Komponist und Behindertenlehrer              |       |       |
|     | Carlo Avanzini              | Schweizer Mediziner und Politiker                                           |       |       |
|     | Andrei Belloli              | russischer Maler                                                            |       |       |
|     | Friedrich Buck              | deutscher Kantor, Komponist und Musikdirektor                               | ≈80   |       |
|     | Rafael Carvajal             | ecuadorianischer Politiker, Staatspräsident                                 | ≈73   |       |
|     | Juan Contreras              | spanischer General                                                          |       |       |
|     | Yeghia Dndesian             | armenischer Musiker und Musikreformer                                       |       |       |
|     | John Dowson                 | britischer Historiker und Orientalist                                       |       |       |
|     | Augustin-Pierre Dubrunfaut  | französischer Chemiker                                                      |       |       |
|     | Gottlob Eitle               | deutscher Präzeptoratsverweser, Lehrer und Publizist                        |       |       |
|     | Helvig Conrad Engelhardt    | dänischer Archäologe                                                        |       |       |
|     | Pier Gaetano Feletti        | Dominikanerpater und Inquisitor des Heiligen Offiziums                      |       |       |
|     | Hartwig Floto               | deutscher Historiker                                                        |       |       |
|     | Alexandru G. Golescu        | rumänischer Staatsmann                                                      |       |       |
|     | Philippine von Griesheim    | bekannte verwitwete anhaltinisch-braunschweigische Adelige                  |       |       |
|     | Louis Grote zu Schauen      | königlich hannoverscher Generalleutnant                                     |       |       |
|     | Ludwig Hermann              | deutscher Maler                                                             |       |       |
|     | Máximo Jerez Tellería       | nicaraguanischer Präsident im Duumvir (24. Juni 1857 bis 15. November 1857) |       |       |
|     | Max Kurnik                  | deutscher Redakteur, Theaterkritiker und Schriftsteller                     |       |       |
|     | Michael Maggi               | italienisch-schweizerischer Unternehmer                                     |       |       |
|     | Stephen A. Mann             | US-amerikanischer Politiker                                                 |       |       |
|     | Alfa Molo                   | Herrscher in Westafrika                                                     |       |       |
|     | James Murray                | US-amerikanischer Jurist und Politiker                                      |       |       |
|     | Charles George Edward Patey | britischer Admiral und Kolonialadministrator                                |       |       |
|     | Johannes Schmidt            | Pfarrer und Heimatdichter des Sauerlandes                                   |       |       |
|     | Mary Seacole                | jamaikanische Krankenpflegerin, Hoteliere und Schriftstellerin              |       |       |
|     | Gustav Eduard Eugen Seydel  | preußischer Rittergutsbesitzer und Landrat                                  |       |       |
|     | Mechtildis Sinsteden        | Stifterin                                                                   |       |       |
|     | Hasan Tahsini               | albanischer Wissenschaftler und Aktivist                                    |       |       |
|     | Henry Turton                | britischer Schachkomponist                                                  |       |       |
|     | Denis Vrain-Lucas           | französischer Fälscher                                                      |       |       |
|     | August Wetzler              | deutscher Geologe und Fossiliensammler                                      |       |       |
|     | Friedrich Widmann           | hohenzollerischer Oberamtmann                                               |       |       |
|     | Georgiana Zornlin           | englische Schriftstellerin und Malerin                                      |       |       |